# Pycnogonum daguilarensis
Pycnogonum daguilarensis is een zeespin uit de familie Pycnogonidae. De soort behoort tot het geslacht Pycnogonum. Pycnogonum daguilarensis werd in 1997 voor het eerst wetenschappelijk beschreven door Bamber. 